# Vito Marino Caferra
Vito Marino Caferra (* 1939 in Acquaviva delle Fonti) ist ein italienischer Rechtswissenschaftler, Richter und Professor.

## Leben
Caferra studierte Rechtswissenschaften und wurde im April 1965 Richter der ersten Instanz beim Amtsgericht im piemontesischen Novara, danach wechselte er nach Noci in der apulischen Provinz Bari. In Bari war er zunächst Richter der Dritten Strafkammer und der Ersten Zivilkammer, war etwa ein Jahrzehnt Beisitzer des Schwurgerichts in Bari und wechselte an das Appellationsgericht in Bari, wo er 1998 zum Vorsitzenden der Ersten Zivilkammer ernannt wurde. Im gleichen Jahr wurde er in den „Oberster Rat der Gerichtsbarkeit“, dem Consiglio Superiore della Magistratura (CSM), gewählt, dem er von 1998 bis 2002 angehörte. Im Dezember 2007 wurde er vom CSM zum Präsidenten des Appellationsgerichts in Bari ernannt, dieses Amt übte er bis zum 28. November 2014 aus.
Unter dem Ministerpräsidenten Enrico Letta wurde Caferra 2013 in die Kommission zur Verfassungsreform gewählt.
Von 1974 bis 2007 hatte er einen Lehrstuhl für Privatrecht an der juristischen Fakultät der Universität Bari inne und veröffentlichte zahlreiche Beiträge zu den Themen Verbindlichkeiten, Haftungsrecht und Familienrecht.
Anfang der 1990er Jahre wechselte sein publizistisches Interesse und er veröffentlichte Bücher zur Korruption in der italienischen öffentlichen Verwaltung (Il sistema della corruzione, 1992, Il magistrato senza qualità, 1996). Insgesamt veröffentlichte er bisher 11 Monographien zur Rechtswissenschaft und dem Rechtssystem in Italien.

## Schriften (Auswahl)
- Famiglia e assistenza. Il diritto della famiglia nel sistema della sicurezza sociale. Zanichelli, Bologna 1984, ISBN 88-08-17804-8.
- Diritti della persona e Stato sociale. Zanichelli, Bologna 1987, ISBN 88-08-07899-X.
- Il sistema della corruzione. Le ragioni, i soggetti, i luoghi. Laterza, Rom 1992, ISBN 88-420-3901-2.
- La giusta disuguaglianza. Laterza, Rom 1994, ISBN 88-420-4360-5.
- Voce La corruzione. In: Gianfranco Pasquino (Hrsg.): La politica italiana. Dizionario critico 1945-95. Laterza, Rom 1995, ISBN 88-420-4649-3.
- Il magistrato senza qualità. Laterza, Rom 1996, ISBN 88-420-5140-3.
- Il sovrano. Saggio sull'uso quotidiano del potere. Giappichelli, Turin 2001, ISBN 88-348-1007-4.
- mit Emilio Nicola Buccico, Giovanni Verde, Michele Vietti: Per una riforma della giustizia. Cacucci, Bari 2002, ISBN 88-8422-150-1.
- La Giustizia e i suoi nemici. Cacucci, Bari 2010, ISBN 978-88-8422-957-1.
- Il processo al processo. La responsabilità dei magistrati. Cacucci, Bari 2015, ISBN 978-88-6611-423-9.

| Personendaten    | Personendaten                                              |
| ---------------- | ---------------------------------------------------------- |
| NAME             | Caferra, Vito Marino                                       |
| KURZBESCHREIBUNG | italienischer Rechtswissenschaftler, Richter und Professor |
| GEBURTSDATUM     | 1939                                                       |
| GEBURTSORT       | Acquaviva delle Fonti                                      |